# Angelo Mascheroni
Angelo Mascherini (ur. 13 października 1929 w Sesto San Giovanni) – włoski duchowny rzymskokatolicki, w latach 1990-2005 biskup pomocniczy Mediolanu.

## Życiorys
Święcenia kapłańskie przyjął 7 czerwca 1952. 9 czerwca 1990 został mianowany biskupem pomocniczym Mediolanu ze stolicą tytularną Forum Flaminii. Sakrę biskupią otrzymał 24 czerwca 1990. 10 stycznia 2005 przeszedł na emeryturę.